# 26e cérémonie des Critics' Choice Movie Awards
La 26e cérémonie des Critics' Choice Movie Awards (ou BFCA Awards), décernés par la Broadcast Film Critics Association a eu lieu le 7 mars 2021 et récompense les films sortis en 2020. Elle est diffusée en direct sur la chaîne américaine The CW et est présentée par Taye Diggs. 
Les nominations ont été annoncées le 8 février 2021.

## Palmarès

### Meilleur film
- Nomadland
  - Da 5 Bloods : Frères de sang (Da 5 Bloods)
  - Le Blues de Ma Rainey (Ma Rainey's Black Bottom)
  - Mank
  - Minari
  - La Mission (News of the World)
  - One Night in Miami
  - Promising Young Woman
  - Sound of Metal
  - Les Sept de Chicago (The Trial of the Chicago 7)

### Meilleur réalisateur
- Chloé Zhao pour Nomadland
  - Lee Isaac Chung pour Minari
  - Emerald Fennell pour Promising Young Woman
  - David Fincher pour Mank
  - Regina King pour One Night in Miami
  - Spike Lee pour Da 5 Bloods : Frères de sang (Da 5 Bloods)
  - Aaron Sorkin pour Les Sept de Chicago (The Trial of the Chicago 7)

### Meilleur acteur
- Chadwick Boseman pour le rôle de Levee dans Le Blues de Ma Rainey (Ma Rainey's Black Bottom)
  - Ben Affleck pour le rôle de Jack Cunningham dans The Way Back
  - Riz Ahmed pour le rôle de Ruben dans Sound of Metal
  - Tom Hanks pour le rôle de Jefferson Kyle Kidd dans La Mission (News of the World)
  - Anthony Hopkins pour le rôle d'Anthony dans The Father
  - Delroy Lindo pour le rôle de Paul dans Da 5 Bloods : Frères de sang (Da 5 Bloods)
  - Gary Oldman pour le rôle d'Herman J. Mankiewicz dans Mank
  - Steven Yeun pour le rôle de Jacob Yi dans Minari

### Meilleure actrice
- Carey Mulligan pour le rôle de Cassandra dans Promising Young Woman
  - Viola Davis pour le rôle de Ma Rainey dans Le Blues de Ma Rainey (Ma Rainey's Black Bottom)
  - Andra Day pour le rôle de Billie Holiday dans Billie Holiday : Une affaire d'État (The United States vs. Billie Holiday)
  - Sidney Flanigan pour le rôle de Autumn Callahan dans Never Rarely Sometimes Always
  - Vanessa Kirby pour le rôle de Martha dans Pieces of a Woman
  - Frances McDormand pour le rôle de Fern dans Nomadland
  - Zendaya pour le rôle de Marie Jones dans Malcolm & Marie

### Meilleur acteur dans un second rôle
- Daniel Kaluuya pour le rôle de Fred Hampton dans Judas and the Black Messiah
  - Chadwick Boseman pour le rôle de Norman Earl Holloway dans Da 5 Bloods : Frères de sang (Da 5 Bloods)
  - Sacha Baron Cohen pour le rôle d'Abbie Hoffman dans Les Sept de Chicago (The Trial of the Chicago 7)
  - Bill Murray pour le rôle de Felix dans On the Rocks
  - Leslie Odom Jr. pour le rôle de Sam Cooke dans One Night in Miami
  - Paul Raci pour le rôle de Joe dans Sound of Metal

### Meilleure actrice dans un second rôle
- Maria Bakalova pour le rôle de Tutar Sagdiyeva dans Borat, nouvelle mission filmée (Borat Subsequent Moviefilm: Delivery of Prodigious Bribe to American Regime for Make Benefit Once Glorious Nation of Kazakhstan)
  - Ellen Burstyn pour le rôle d'Elizabeth Weiss dans Pieces of a Woman
  - Glenn Close pour le rôle de Bonnie Vance dans Une ode américaine (Hillbilly Elegy)
  - Olivia Colman pour le rôle d'Anne dans The Father
  - Amanda Seyfried pour le rôle de Marion Davies dans Mank
  - Youn Yuh-jung pour le rôle de Soon-ja dans Minari

### Meilleur espoir
- Alan Kim (en) pour le rôle de David Yi dans Minari
  - Ryder Allen pour le rôle de Sam dans Palmer
  - Ibrahima Gueye pour le rôle de Momo dans La Vie devant soi (The Life Ahead)
  - Talia Ryder pour le rôle de Skylar dans Never Rarely Sometimes Always
  - Caoilinn Springall pour le rôle de Young Iris « Sully » Sullivan dans Minuit dans l'univers (The Midnight Sky)
  - Helena Zengel pour le rôle de Johanna Leonberger dans La Mission (News of the World)

### Meilleure distribution
- Les Sept de Chicago (The Trial of the Chicago 7)
  - Da 5 Bloods : Frères de sang (Da 5 Bloods)
  - Judas and the Black Messiah
  - Le Blues de Ma Rainey (Ma Rainey's Black Bottom)
  - Minari
  - One Night in Miami

### Meilleur scénario original
- Emerald Fennell pour Promising Young Woman
  - Lee Isaac Chung pour Minari
  - Jack Fincher pour Mank
  - Eliza Hittman pour Never Rarely Sometimes Always
  - Abraham Marder et Darius Marder pour Sound of Metal
  - Aaron Sorkin pour Les Sept de Chicago (The Trial of the Chicago 7)

### Meilleur scénario adapté
- Chloé Zhao pour Nomadland
  - Luke Davies et Paul Greengrass pour La Mission (News of the World)
  - Christopher Hampton et Florian Zeller pour The Father
  - Kemp Powers pour One Night in Miami
  - Jonathan Raymond et Kelly Reichardt pour First Cow
  - Ruben Santiago-Hudson pour Le Blues de Ma Rainey (Ma Rainey's Black Bottom)

### Meilleure photographie
- Joshua James Richards pour Nomadland
  - Christopher Blauvelt (en) pour First Cow
  - Erik Messerschmidt pour Mank
  - Lachlan Milne pour Minari
  - Newton Thomas Sigel pour Da 5 Bloods : Frères de sang (Da 5 Bloods)
  - Hoyte van Hoytema pour Tenet
  - Dariusz Wolski pour La Mission (News of the World)

### Meilleure direction artistique
- Donald Graham Burt et Jan Pascale pour Mank
  - Cristina Casali et Charlotte Dirickx – The Personal History of David Copperfield
  - David Crank et Elizabeth Keenan pour La Mission (News of the World)
  - Nathan Crowley et Kathy Lucas pour Tenet
  - Stella Fox et Kave Quinn pour Emma
  - Karen O'Hara, Mark Ricker et Diana Stoughton pour Le Blues de Ma Rainey (Ma Rainey's Black Bottom)

### Meilleur montage
- Alan Baumgarten (en) pour Les Sept de Chicago (The Trial of the Chicago 7)
- Mikkel E.G. Nielsen pour Sound of Metal
  - Kirk Baxter pour Mank
  - Jennifer Lame pour Tenet
  - Yorgos Lamprinos pour The Father
  - Chloé Zhao pour Nomadland

### Meilleurs costumes
- Ann Roth pour Le Blues de Ma Rainey (Ma Rainey's Black Bottom)
  - Alexandra Byrne pour Emma
  - Bina Daigeler pour Mulan
  - Suzie Harman et Robert Worley pour The Personal History of David Copperfield
  - Nancy Steiner pour Promising Young Woman
  - Trish Summerville pour Mank

### Meilleur maquillage
- Le Blues de Ma Rainey (Ma Rainey's Black Bottom)
  - Emma.
  - Une ode américaine (Hillbilly Elegy)
  - Mank
  - Promising Young Woman
  - The United States vs. Billie Holiday

### Meilleurs effets visuels
- Tenet
  - USS Greyhound : La Bataille de l'Atlantique (Greyhound)
  - Invisible Man (The Invisible Man)
  - Mank
  - Minuit dans l'univers (The Midnight Sky)
  - Mulan
  - Wonder Woman 1984

### Meilleure musique de film
- Jon Batiste, Trent Reznor et Atticus Ross pour Soul
  - Alexandre Desplat pour Minuit dans l'univers (The Midnight Sky)
  - Ludwig Göransson pour Tenet
  - James Newton Howard pour La Mission (News of the World)
  - Emile Mosseri pour Minari
  - Trent Reznor et Atticus Ross pour  Mank

### Meilleure chanson originale
- Speak Now dans One Night in Miami
  - Everybody Cries dans Assiégés (The Outpost)
  - Fight for You dans Judas and the Black Messiah
  - Husavik dans Eurovision Song Contest: The Story of Fire Saga
  - Io sì dans La Vie devant soi (The Life Ahead)
  - Tigress & Tweed dans The United States vs. Billie Holiday

### Meilleur film en langue étrangère
- Minari • États-Unis
  - Drunk (Druk) • Danemark
  - Collective • Roumanie
  - La Llorona • Guatemala
  - La Vie devant soi (The Life Ahead) • Italie
  - Deux • France

### Meilleure comédie
- Palm Springs
  - The 40-Year-Old Version
  - Borat, nouvelle mission filmée (Borat Subsequent Moviefilm)
  - The King of Staten Island
  - On the Rocks
  - The Prom